# Zanskarpas
Les Zanskarpas sont un peuple de la région du Zanskar située en Inde. Ce peuple, de culture tibétaine, vit dans les hautes montagnes de l'Himalaya. Leurs maisons sont faites de plusieurs petites pièces pour garder la chaleur du feu en hiver. Pour y entrer, il y a de petites portes où il faut se pencher. C'est dans le but d'empêcher les mauvais esprits des morts d'y entrer. Lorsque les gens sont morts, ils sont raides et ne peuvent plus se pencher pour passer dans les portes. Les Zanskarpas sont alors en protection dans leur maison des mauvais esprits. 
Les Zanskarpas se nourrissent d'orge durant toute la saison rude de l'hiver. Les yacks sont les animaux qui les accompagnent pour les tâches agricoles et leur fournissent du lait pour faire le beurre et également on utilise leur laine pour les vêtements. Maintenant, les gens portent aussi des vêtements de tissus.
En été, les yacks sont amenés dans de grandes plaines à hautes altitude pour les nourrir. Le sol y est plus riche à cause de la fonte de la neige et de la pluie. Seulement quelques personnes, habituellement des femmes s'occupent durant 5 mois des bêtes des différents villages. Avant le début de l'hiver, les propriétaires viennent chercher leurs animaux.
Il y a plusieurs moines dans la région qui prient pour atteindre le Nirvana dans leur religion bouddhiste. Ceux-ci ne travaillent pas aux champs. Ils passent leur vie à prier pour tous ceux qui leur ont fait des dons de nourritures. Ils vivent la même chose que Bouddha qui a dû mendier pour survivre.Dans les monastères, certains apprennent à soigner les autres à l'aide de plantes. Ces gens peuvent ainsi soigner les autres membres des villages isolés des médecins.